# 43e Schaakolympiade

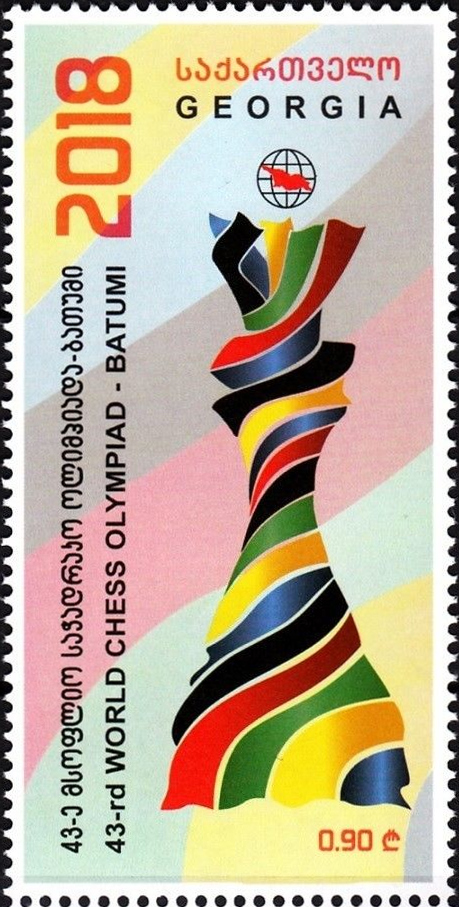
Logo van de 43e Schaakolympiade op een postzegel uit Georgië

De 43e Schaakolympiade (ook bekend als de Batoemi Schaakolympiade), georganiseerd door de FIDE en bestaande uit een open toernooi en een vrouwentoernooi, plus diverse neven-evenementen ter promotie van het schaken, werd gehouden in Batoemi, Georgië, van 23 september tot 6 oktober 2018. Dit was de eerste Schaakolympiade die werd gehouden in Georgië. De Georgische Schaakfederatie was tevens de organisator van de Wereldbeker Schaken 2017 in Tbilisi.
Er waren in totaal 1667 deelnemende schakers, waarvan 920 in het open toernooi en 747 in het vrouwentoernooi. Het aantal registrerende teams was 185 uit 180 landen in het open toernooi en 151 uit 146 landen in het vrouwentoernooi. In beide toernooien was het aantal deelnemende teams een record. De hoofdlocatie van de Schaakolympiade was Sportpaleis Batoemi, de openingsceremonie vond op 23 september plaats in de Black Sea Arena en de sluitingsceremonie vond plaats op 5 oktober in het Batoemi Staatsmuziekcentrum. De eerste toernooironde was op 24 september, de laatste ronde vond plaats op 5 oktober. 
De hoofd-arbiter van de Olympiade was de Griekse Internationaal Arbiter Takis Nikolopoulos.
China won zowel het open toernooi als het vrouwentoernooi. Het was de eerste keer sinds de 27e Schaakolympiade in 1986 dat één land beide toernooien won. China was, na de voormalige Sovjet-Unie in 1986, het tweede land dat dit presteerde. In het open toernooi was het de tweede keer dat China won, de eerste keer was in 2014. In het vrouwentoernooi won China voor de zesde keer, de vorige keer was in 2016. Jorge Cori, spelend aan het derde bord voor Peru, was de beste individuele speler in het open toernooi met 7½ pt. uit 8 en performance rating 2925. De regerende Chinese wereldkampioene Ju Wenjun, spelend aan het eerste bord, was de beste individuele speelster in het vrouwentoernooi met 7 pt. uit 9 (+5 =4 –0), met performance rating 2661.
Tijdens het toernooi vond ook het 89e FIDE-congres plaats. Hierbij werd de Russische politicus en econoom Arkadi Dvorkovitsj gekozen tot nieuwe voorzitter van de FIDE, nadat Kirsan Iljoemzjinov zich had terugetrokken in verband met sancties die het United States Department of the Treasury hem had opgelegd vanwege vermeende steun aan de Syrische regering tijdens de Syrische Burgeroorlog.

## Voorbereidingen
De organisatoren van het toernooi hadden "Goodwill Ambassadeurs" aangesteld, waaronder beroemde schakers zoals Nona Gaprindasjvili, Maia Tsjiboerdanidze, Judit Polgár, Viswanathan Anand, en ook binnenlandse beroemdheden waaronder opera-zangeres mezzosopraan Anita Rachvelishvili, dirigent en componist Nikoloz Rachveli en gewichtheffer Lasja Talachadze.

### Locaties
De activiteiten tijdens de Schaakolympiade vonden plaats op drie verschillende locaties. De schaakpartijen werden gespeeld in het Sport Palace Batoemi, de openingsceremonie werd gehouden in de Black Sea Arena, de slotceremonie werd gehouden in het Batoemi Staatsmuziekcentrum.
- Het Sport Palace Batoemi is een modern ruimtelijk complex, waarvan de bouw duurde van 2016 tot 2018. De Schaakolympiade was het eerste sport-evenement dat er werd gehouden.[16] De locatie bevat een grote ruimte met capaciteit voor 2.500 toeschouwers, en een kleine ruimte geschikt voor 600 toeschouwers.[17]
- De Black Sea Arena is het grootste concertstadion in Georgië, met een totale capaciteit van 10.000 zitplaatsen.[18][19] De locatie is niet ver van het dorp Sjekvetili, circa 45 km ten noorden van Batoemi. In 2008 werd begonnen met de bouw van het stadion, de totale kosten waren meer dan 200 miljoen lari (circa 93 miljoen USD).[20] De open overkapping bevindt zich op circa 25 meter hoogte, het podium heeft 930 m2 oppervlakte.[19] In het stadion hebben beroemde artiesten opgetreden, onder meer Christina Aguilera, Scorpions en Aerosmith.[21][22][23]
- Het Batoemi Staatsmuziekcentrum werd gebouwd in 2011 naar een ontwerp van de Georgische architect Vachtang Chmaladze. De hal heeft 1100 Spaanse stoelen met armleuningen en een grote Spaanse "chandelier"(???). Op de derde etage bevindt zich een tentoonstellingsruimte, waar pop- en jazzconcerten kunnen worden gehouden.[24]

### Financiën
Het totaalbudget voor Wereldbeker 2017 plus Schaakolympiade 2018 was meer dan 20 miljoen USD. Ongeveer 1.6 miljoen USD was voor het reizen van deelnemers uit 80 van de deelnemende landen, en plm. 2 miljoen USD was voor ontwikkelings- en promotie-activiteiteiten in Europa en in de rest van de wereld.

## Het toernooi

### Deelnemende teams
Het open toernooi telde een record-aantal van 185 teams, die 180 nationale federaties vertegenwoordigden. Als organiserend land nam Georgië deel met drie teams; er waren ook teams bestaande uit blinde, dove en lichamelijk gehandicapte spelers. Het vrouwentoernooi kende een record-aantal van 151 teams, die 146 federaties vertegenwoordigden. De Nederlandse Antillen, was weliswaar sinds 2010 een niet meer bestaand land, maar had toestemming om onder deze naam deel te nemen omdat de schaakfederatie van Curaçao bij de FIDE nog steeds geregistreerd stond als vertegenwoordiging van dit voormalige land.

### Wedstrijdregels
Het toernooi werd gespeeld volgens het Zwitserse systeem. Voor de eerste 40 zetten van ieder partij waren 90 minuten per speler beschikbaar, waarna 30 minuten extra beschikbaar kwamen, met een increment van 30 secondes per zet. Spelers mochten op elk moment een remise-aanbod doen. Er werden in totaal 11 rondes gespeeld, ieder team nam deel aan alle rondes.
In iedere ronde speelde ieder team aan vier borden tegen één ander team; teams mochten gebruik maken van één reservespeler die in een volgende ronde als vervanger kon worden ingezet. De vier partijen werden gelijktijdig gespeeld, per partij werd bij winst 1 punt, bij remise ½ punt gescoord. Per team werden per ronde de scores bij elkaar opgeteld om te bepalen welk team de ronde had gewonnen. Een gewonnen ronde leverde twee matchpunten op, bij gelijkspel kreeg elk team één matchpunt. Op basis van reeds behaalde matchpunten werden teams gerangschikt in een tabel, waarbij tiebreakers voor deze tabel waren: i) het Sonneborn-Berger systeem, ii) het totaal behaalde aantal punten in de partijen, iii) de som van de matchpunten van de tegenstanders, met uitzondering van de laagste.

### Open toernooi
Aan de open sectie van het toernooi namen 185 teams deel, namens in totaal 180 landen. Georgië nam deel met drie teams, de International Braille Chess Association (IBCA), de International Physically Disabled Chess Association (IPCA), en de International Chess Committee of the Deaf (ICCD) leverden elk een team.
Aan de open sectie van het toernooi werd deelgenomen door negen van de Top tien spelers uit de FIDE rating-lijst per september 2018, uitsluitend wereldkampioen Magnus Carlsen was afwezig. Voormalig wereldkampioen Viswanathan Anand keerde na twaalf jaren terug naar de Schaakolympiade, speled aan het eerste bord van het Indiase team. Ook deelgenomen werd door de voormalig wereldkampioen Vladimir Kramnik, de uitdager op het Wereldkampioenschap schaken 2018 Fabiano Caruana, en door de voormalig uitdagers Sergej Karjakin en Boris Gelfand. Grootmeester Eugenio Torre, die tussen 1970 en 2016 drieëntwintig keer deel uitmaakte van het team van de Filipijnen en die op de 42e Schaakolympiade de speler met de hoogste score was, had besloten niet mee te spelen. Hij ging mee als coach of het Filipijnse nationale team dat deelnam aan het open toernooi. De voormalig FIDE-wereldkampioen Veselin Topalov speelde niet vanwege het feit dat een conflict tussen schaak-officials ervoor had gezorgd had de Bulgaarse Schaakfederatie niet meer door FIDE erkend werd.
Dit was de eerste keer dat Rusland niet bij aanvang van de Olympiade het sterkte team was, sinds hun eerste deelname in 1992, na het uiteenvallen van de Sovjet-Unie. Het bij aanvang sterkste team was de Verenigde Staten, de winnaar van de vorige Schaakolympiade. De samenstelling van het team van de VS was identiek aan de samenstelling bij de vorige Olympiade, met Fabiano Caruana, Hikaru Nakamura, Wesley So, Sam Shankland en Ray Robson, met als gemiddelde rating 2772. Rusland, het op een na sterkste team, had wijzigingen in het team doorgevoerd. Dmitri Jakovenko en Nikita Vitjoegov vervingen Aleksandr Grisjtsjoek en Jevgeni Tomasjevski; overige teamleden waren Vladimir Kramnik, Sergej Karjakin en Jan Nepomnjasjtsjii. China had bij aanvang van het toernooi de derde rating, 2756, en vier spelers uit de vorige Olympiade in het team, Ding Liren, Li Chao, Wei Yi en Yu Yangyi, terwijl Wang Yue was vervangen door Bu Xiangzhi. Een ander team met een gemiddelde rating boven 2700 was Azerbeidzjan met daarin de winnaar van de FIDE Grand Prix 2017, Shakhriyar Mamedyarov. Het Indiase team had als een van de leden Viswanathan Anand.

#### Uitslagen open toernooi

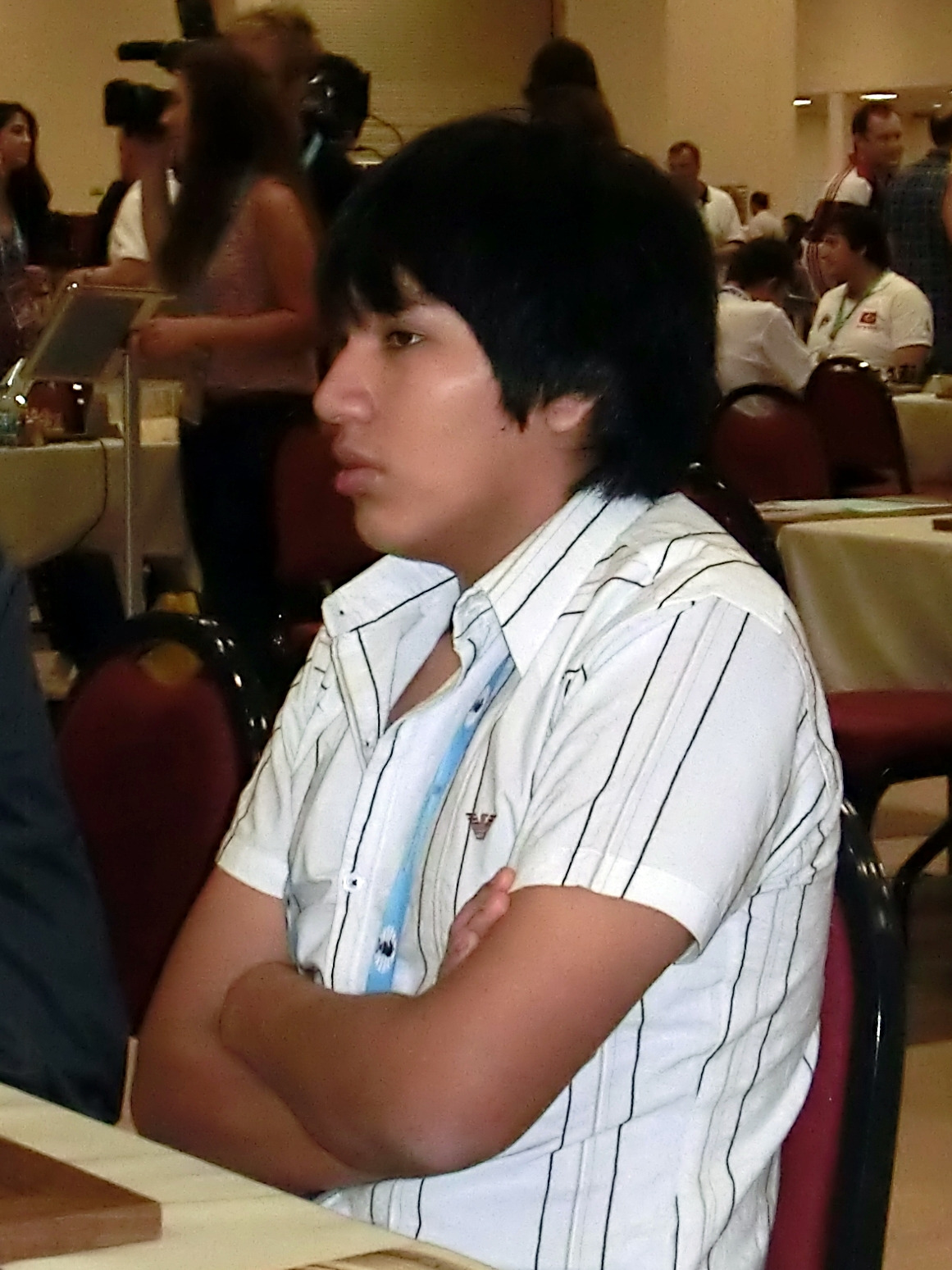
Jorge Cori uit Peru was de beste individuele speler op het open toernooi

Het open toernooi werd voor de tweede keer gewonnen door China. Dit land had ook de Schaakolympiade in 2014 gewonnen. China behaalde acht keer een overwinning, twee keer een gelijkspel, en verloor een match, waarmee ze uitkwamen op 18 matchpunten. Ook de Verenigde Staten en Rusland hadden 18 matchpunten, maar slechtere tiebreaks. Zij werden respectievelijk tweede en derde.
Titelverdediger Verenigde Staten was na acht rondes aan de leiding, maar verloor in ronde 9 van Polen. Rusland had een slechte start maar eindigde met vier opeenvolgende overwinningen; omdat ze gemiddeld zwakkere tegenstanders hadden, was hun tiebreak-score lager dan die van China en de VS. De grootste verrassing van het toernooi was Polen. In ronde 4 won het van Rusland, in ronde 9 won het van de VS, waarmee het de leiding pakte. Door in de voorlaatste ronde te verliezen van China en in de laatste ronde van India, eindigde het als vierde met 17 matchpunten, evenveel als Engeland dat vijfde werd. Het einige team dat geen match verloor was Duitsland dat met vijf overwinningen en zes keer een gelijkspel 13e werd. Teleurstellende resultaten werden behaald door Azerbeidzjan dat als 15e eindigde, Israël (39e) en Nederland (40e).
Jorge Cori, spelend aan het derde bord van het team van Peru, was de speler met de beste individuele score op het open toernooi: 7½ pt. uit 8, met rating performance 2925. De andere spelers die een individuele gouden medaille behaalden waren Ding Liren uit China aan het eerste bord (5½ pt. uit 8, rating performance 2873), Nguyễn Ngọc Trường Sơn uit Vietnam aan het tweede bord (8½ pt. uit 10, rating performance 2804), Daniël Fridman uit Duitsland aan het vierde bord (7½ pt. uit 9, rating performance 2814) en Anton Korobov uit Oekraïne, reserve-speler (6½ pt. uit 8, rating performance 2773).
| #  | Land             | Spelers                                                                               | Gemiddelde rating | MP | dSB   |
| -- | ---------------- | ------------------------------------------------------------------------------------- | ----------------- | -- | ----- |
| 1  | China            | Ding Liren, Yu Yangyi, Wei Yi, Bu Xiangzhi, Li Chao                                   | 2756              | 18 | 372.5 |
| 2  | Verenigde Staten | Caruana, So, Nakamura, Shankland, Robson                                              | 2772              | 18 | 360.5 |
| 3  | Rusland          | Karjakin, Nepomniachtchi, Kramnik, Vitjoegov, Jakovenko                               | 2764              | 18 | 354.5 |
| 4  | Polen            | Duda, Wojtaszek, Piorun, Tomczak, Dragun                                              | 2673              | 17 | 390.0 |
| 5  | Engeland         | Adams, McShane, Howell, Jones, Pert                                                   | 2688              | 17 | 340.0 |
| 6  | India            | Anand, Harikrishna, Gujrathi, Adhiban, Sasikiran                                      | 2724              | 16 | 388.0 |
| 7  | Vietnam          | Lê Quang Liêm, Nguyễn Ngọc Trường Sơn, Trần Tuấn Minh, Nguyễn Anh Khôi, Đào Thiên Hải | 2576              | 16 | 379.5 |
| 8  | Armenië          | Aronian, Sargissian, Melkoemjan, Hovhannisjan, Martirosjan                            | 2688              | 16 | 371.0 |
| 9  | Frankrijk        | Vachier-Lagrave, Bacrot, Fressinet, Édouard, Bauer                                    | 2688              | 16 | 366.0 |
| 10 | Oekraïne         | Ivantsjoek, Eljanov, Kryvoruchko, Ponomarjov, Korobov                                 | 2698              | 16 | 337.0 |

Noot
- De gemiddelde ratings zijn berekend door chess-results.com, uitgaande van de individuele ratings per september 2018.

De individuele "bordprijzen" werden uitgereikt op basis van performance-ratings, aan spelers die minstens 8 partijen hadden gespeeld. Jorge Cori spelend aan het derde bord had de beste performance van alle spelers in het toernooi. De winnaars van de gouden medaille aan elk van de borden waren:
- Bord 1:  China - Ding Liren - 2873
- Bord 2:  Vietnam - Nguyễn Ngọc Trường Sơn - 2804
- Bord 3:  Peru - Jorge Cori - 2926
- Bord 4:  Duitsland - Daniël Fridman - 2814
- Reservebord:  Oekraïne - Anton Korobov - 2773

### Vrouwentoernooi
Aan de vrouwensectie van het toernooi nam het recordaantal van 151 teams deel, namens in totaal 146 landen. Georgië nam deel met drie teams, de International Physically Disabled Chess Association (IPCA), en de International Chess Committee of the Deaf (ICCD) leverden elk een team.
De meeste topspeelsters uit de FIDE-ratinglijst (sept. 2018) namen deel aan het vrouwentoernooi, maar de speelster met de hoogste rating Hou Yifan en voormalig wereldkampioene Tan Zhongyi speelden niet voor China. De voormalig wereldkampioenes Aleksandra Kostenjoek, Anna Oesjenina en Maria Moezytsjoek maakten deel uit van hun nationale teams. Antoaneta Stefanova speelde niet vanwege onenigheid met de Bulgaarse Schaakfederatie. Pia Cramling uit Zweden, die op haar eerste Schaakolympiade speelde in 1978, nam niet deel vanwege onenigheid over wie teamcaptain zou zijn.
Voorafgaande aan het toernooi had het Russische team de hoogste gemiddelde rating, 2523. Zij hadden dezelfde teamsamenstelling als bij de vorige Schaakolympiade: voormalig wereldkampioen bij de vrouwen Aleksandra Kostenjoek, Alexandra Goryachkina, Valentina Goenina, Natalia Pogonina en Olga Girya. Het op één na sterkste team was Oekraïne, met Anna en Maria Moezytsjoek spelend aan de twee hoogste borden, Anna Oesjenina, Natalja Zjoekova en Julia Osmak. Als derde geplaatst was verdedigend kampioen China, spelend zonder Hou Yifan en Tan Zhongyi. Ook een favoriet was het eerste van de drie deelnemende Georgische teams, nummer vier op de ratinglijst, voorafgaand aan het toernooi; zij speelden met aan het eerste bord Nana Dzagnidze, en verder Lela Dzjavachisjvili, Nino Batsiasjvili, Bela Chotenasjvili en Meri Arabidze.

#### Uitslagen vrouwentoernooi

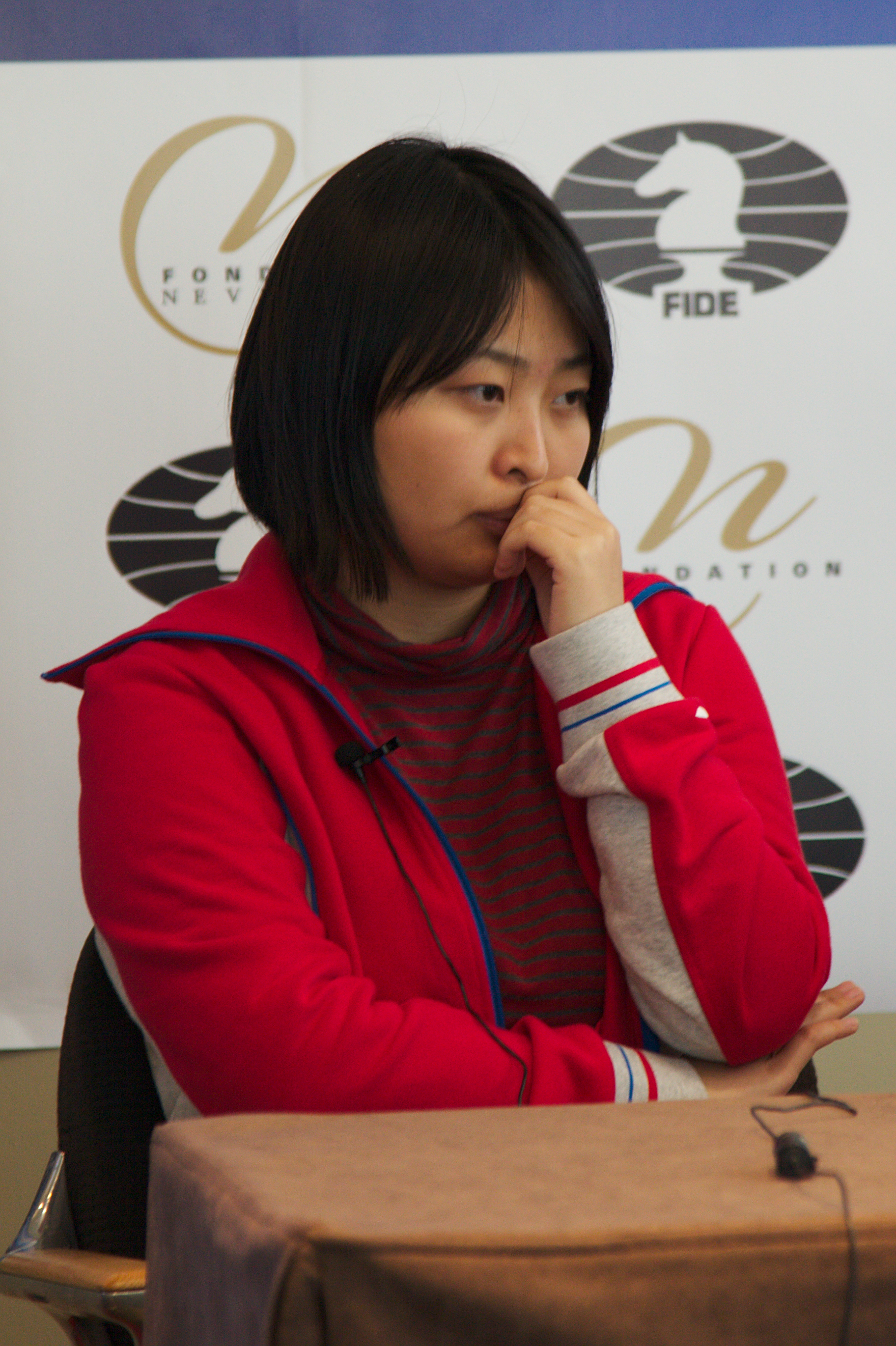
Wereldkampioen schaken bij de vrouwen Ju Wenjun uit China was de beste individuele speelster op het vrouwentoernooi.

China verdedigde met succes de in 2016 gewonnen titel en werd voor de zesde keer kampioen. Het team behaalde via zeven overwinningen en vier keer een gelijkspel in totaal 18 matchpunten. Dit resultaat werd ook behaald door Oekraïne, dat vanwege de slechtere tie-break score tweede werd. Deze twee teams waren de enige in het vrouwentoernooi die geen enkele match verloren. Organiserend land Georgië eindigde ongedeeld op de derde plaats, met in totaal 17 matchpunten: zeven overwinningen, drie keer een gelijkspel en een verloren match. Rusland, met de hoogste rating voorafgaand aan het toernooi, eindigde als vierde na verloren matches tegen Oezbekistan in de tweede ronde en Armenië in de zesde ronde, en na ronde 7 op plaats 24 te hebben gestaan. Ze eindigden met 16 matchpunten en hadden de hoogste tiebreak-score van de 9 teams met dit aantal matchpunten. Armenië, ongedeeld aan kop na ronde 7, eindigde uiteindelijk op de zevende plaats. Het tweede team van Georgië eindigde op een negende plaats. Teams die een teleurstellend resultaat behaalden waren Polen, dat als 16e eindigde, en Duitsland, dat als 28e eindigde.
Wereldkampioen schaken bij de vrouwen Ju Wenjun uit China, spelend aan het eerste bord, was de beste individuele speelster op het vrouwentoernooi. Ze behaalde 7 pt. uit 9 (5 overwinningen en 4 remises) met als rating performance 2661. Aan de andere borden werden de gouden medailles gewonnen door Maria Moezytsjoek uit Oekraïne aan bord 2 met 8 pt. uit 10 en rating performance 2616, Xanım Balacayeva uit Azerbeidzjan aan bord 3, die 7 pt. uit 9 behaalde met als rating performance of 2522, Marina Brunello uit Italië aan bord 4 met 8½ pt. uit 10 en rating performance 2505, en Boshra Al-Shaeby uit Jordanië die spelend aan het reservebord 8 pt. uit 8 behaalde en als rating performance 2568.
| #  | Land             | Spelers                                                           | Gemiddelde rating | MP | dSB   |
| -- | ---------------- | ----------------------------------------------------------------- | ----------------- | -- | ----- |
| 1  | China            | Ju, Shen, Huang, Lei, Zhai                                        | 2485              | 18 | 407.0 |
| 2  | Oekraïne         | A. Moezytsjoek, M. Moezytsjoek, Oesjenina, Zjoekova, Osmak        | 2486              | 18 | 395.5 |
| 3  | Georgië          | Dzagnidze, Dzjavachisjvili, Batsiasjvili, Chotenashvili, Arabidze | 2484              | 17 |       |
| 4  | Rusland          | Kostenjoek, Goryachkina, Goenina, Pogonina, Girya                 | 2523              | 16 | 379.5 |
| 5  | Hongarije        | Hoang, A. Gara, T. Gara, Lakos, Terbe                             | 2344              | 16 | 372.0 |
| 6  | Armenië          | Danielian, Mkrtchian, Sargsyan, Kursova, Ghukasyan                | 2353              | 16 | 366.0 |
| 7  | Verenigde Staten | Zatonski, Krush, Abrahamjan, Foisor, Yu                           | 2382              | 16 | 359.5 |
| 8  | India            | Koneru, Dronavalli, Sachdev, Karavade, Rout                       | 2458              | 16 | 352.5 |
| 9  | Georgië-2        | Melia, Charkhalashvili, Gvetadze, Khukhashvili, Mikadze           | 2334              | 16 | 351.5 |
| 10 | Azerbeidzjan     | Mammadzada, Mamedyarova, Balacayeva, Mammadova, Fataliyeva        | 2369              | 16 | 347.5 |

Noot
- De gemiddelde ratings zijn berekend door chess-results.com, uitgaande van de individuele ratings per september 2018.

De individuele "bordprijzen" werden uitgereikt op basis van performance-ratings, aan speelsters die minstens 8 partijen hadden gespeeld. Ju Wenjun, spelend aan het eerste bord, had de beste performance van alle spelers in het toernooi. De winnaars van de gouden medaille aan elk van de borden waren:
- Bord 1:  China - Ju Wenjun - 2661
- Bord 2:  Oekraïne - Maria Moezytsjoek - 2616
- Bord 3:  AZE - Xanım Balacayeva - 2522
- Bord 4:  ITA - Marina Brunello - 2505
- Reservebord:  JOR - Boshra Al-Shaeby - 2568

### Overkoepelende titel
De Nona Gaprindasjvili trofee wordt uitgereikt aan het land dat het hoogste aantal matchpunten behaalt als de resultaten van het open en het vrouwentoernooi bij elkaar worden opgeteld. Als twee of meer teams daarbij gelijk eindigen, wordt de tiebreak op dezelfde manier berekend als in de afzonderlijke toernooien. De trofee werd uitgereikt aan China.
De trofee is genoemd naar Nona Gaprindasjvili, die van 1961 tot 1978 wereldkampioene was, en werd ingesteld door de FIDE in 1997. 
| # | Team     | MP | dSB   |
| - | -------- | -- | ----- |
| 1 | China    | 36 |       |
| 2 | Rusland  | 34 | 734.0 |
| 3 | Oekraïne | 34 | 732.5 |

## FIDE-congres
Tijdens de Olympiade werd ook het 89e FIDE-congres gehouden; onderdeel was de Algemene Vergadering die plaatsvond van 3 tot 5 oktober 2018.

### Verkiezing van de president van de FIDE
Op 3 oktober 2018 werd de verkiezing voor de nieuwe FIDE-president gehouden. Tot dan toe was gedurende lange tijd Kirsan Iljoemzjinov de FIDE-president geweest. Hij had echter eerder dat jaar zijn terugtreden aangekondigd, in verband met een controverse betreffende sancties opgelegd door het United States Department of the Treasury vanwege het feit dat hij steun zou hebben geboden aan de Syrische regering in de Syrische Burgeroorlog. Drie kandidaten hadden zich beschikbaar gesteld voor het presidentschap: de FIDE vice-president George Makropoulos uit Griekenland (voorgedragen door 64 nationale federaties), politicus en econoom Arkadi Dvorkovitsj uit Rusland (voorgedragen door 13 nationale federaties), en voormalig uitdager voor het wereldkampioenschap schaken Nigel Short uit Engeland (voorgedragen door 6 nationale federaties). Op de dag van de verkiezingen, verklaarde Short zich terug te trekken en de kandidaatstelling van Dvorkovitsj te steunen. Dvorkovitsj won uiteindelijk de verkiezing van Makropoulos met 103 tegen 78 stemmen.

## Marketing

### Mascotte
De mascotte van het toernooi was een groene schildpad met op zijn schild een afbeelding van een schaakbord, die een bril droeg en een das met de kleuren uit het officiële toernooi-logo. De mascotte werd geïntroduceerd voor het grote publiek tijdens de viering van de honderdste Georgische Onafhankelijkheidsdag, in Tbilisi op 26 mei 2018. De introductie werd gedaan door de minister van Cultuur en Sport Mikhail Giorgadze, samen met de directeur van het organiserend comité Zoerab Azmaiparasjvili en de Georgische grootmeester Giorgi Giorgadze. Op de Rustaveli Avenue werd een verkiezing georganiseerd van de naam voor de mascotte.

### Postzegel
In mei 2018 werd bekendgemaakt dat het Georgische kabinet goedkeuring had gegeven voor uitgifte van een postzegel ter gelegenheid van de 43e Schaakolympiade.

### Sponsoring
De sponsors van de Olympiade waren onder andere: SOCAR, Turkish Airlines, de Georgische publieke omroep, Hytera, Gurieli en Aqua Geo.

## Aandachtspunten en controverses

### Maatregelen tegen valsspelen
In september 2018 maakte FIDE de voor de 43e Schaakolympiade toegepaste maatregelen en procedures tegen valsspelen bekend, conform besluiten op de Abu Dhabi FIDE Executive Board in 2015 en de Moskou FIDE Presidential Board in 2016, en verklaringen van de FIDE WCOC Commissie en het FIDE Anti-valsspelen Comité. Een van de procedures was dat spelers en teamcaptains zich bij de ingang van de speelhal moesten laten inspecteren door security-medewerkers. Het bij zich dragen van mobiele telefoons, horloges en pennen was binnen de gebouwen waar geschaakt werd niet toegestaan en spelers waren verplicht deze artikelen in bewaring te geven. Spelers en teamcaptains werden verplicht minstens 30 minuten voor aanvang van een speelronde te verschijnen, degenen die later verschenen werden gediskwalificeerd. Tijdens elke speelronde werden door "anti-valsspelen arbiters" snelle random controles uitgevoerd op 20 tot 30 spelers, maar niet tijdens de eerste tijdcontrole en ook niet tegen het einde van een partij. Zodra enige indicatie van valsspelen zou worden gevonden, werd een grondige controle uitgevoerd. Vergelijkbare controles werden uitgevoerd direct na afloop van partijen, dit gebeurde in iedere speelronde bij 10 tot 20 spelers. Deze controles werden bij voorkeur uitgevoerd op spelers die hun partij hadden gewonnen. Speciale aandacht was er voor hoogste borden, waar iedere ronde ongeveer 10 spelers werden gecontroleerd. De selectie van de spelers die dienden te worden gecontroleerd werd in iedere speelronde gemaakt door de Senior Arbiter voor anti-valsspelen, in samenwerking met de hoofd-arbiter.

### Schorsing van de Bulgaarse Schaakfederatie
Op 10 september 2016 hield de European Chess Union haar Algemene Vergadering, tijdens de 42e Schaakolympiade in Bakoe, waar tijdens een stemming met uitslag 37–11 werd besloten tot het schorsen van de Bulgaarse Schaakfederatie. Later in die maand werd door de FIDE een chronologische lijst met feiten gepubliceerd, gebaseerd op klachten en beschuldigingen over de Bulgaarse Schaakfederatie die waren ontvangen door de Ethische Commissie van de FIDE en door de Algemene Vergadering op het 88e FIDE-congres, dat werd gehouden tijdens de Schaakolympiade in Bakoe. Op de feitenlijst stonden onder meer beschuldigingen van financiële en administratieve onregelmatigheden bij het organiseren van het Europees schaakkampioenschap voor jeugd in 2013 in Budva, oprichting van een frauduleus bedrijf in Delaware, het onwettig niet-toelaten van Kiril Georgiev, Metodi Stoinev en Simeon Stoichkov, het niet voldoen door de federatie aan besluiten genomen door Ethische Commissie van de FIDE en door de Algemene Vergadering van de FIDE in Bakoe, en het weigeren door de federatie om samen te werken met de European Chess Union. Op 30 september 2016 tekende de Bulgaarse Schaakfederatie bezwaar aan bij het Court of Arbitration for Sport tegen de schorsing. Het bezwaar werd verworpen tijdens een hoorzitting in Lausanne op 28 april 2017, nadat wederzijdse schriftelijke documentatie was uitgewisseld.
Hierdoor werd de Bulgaarse Schaakfederatie niet erkend door de FIDE, waardoor Bulgarije geen teams kon laten deelnemen aan de Schaakolympiade in Batoemi. Het gevolg was dat voormalig FIDE-wereldkampioen Veselin Topalov en voormalig wereldkampioen bij de vrouwen Antoaneta Stefanova niet deelnamen aam de Olympiade. Echter waren er ook Bulgaarse spelers die overstapten naar andere schaakfederaties en zo mochten deelnemen ondere een andere vlag; dit werd onder meer gedaan door Ivan Tsjeparinov die overstapte naar Georgië, Kiril Georgiev die overstapte naar Macedonië (een land waarvoor hij ook was uitgekomen bij de 35e Schaakolympiade in 2002), en Boris Sjatalbasjev die overstapte naar Denemarken.

### Wisseling van het presidentschap van de FIDE
In november 2015 legde de Verenigde Staten sancties op aan FIDE-president Kirsan Iljoemzjinov voor het onderdeel uitmaken van een groep "providing support to the government of Syria, including for facilitating Syrian government oil purchases from ISIL" ("ondersteuning leverend aan de regering van Syrië, onder meer door het mogelijk maken van olie-inkopen door de Syrische regering bij Islamitische Staat"). Het United States Department of the Treasury beschuldigde Ilyumzhinov van het in materiële zin assisteren van en handelen namens de Syrische regering en de Centrale Bank van Syrië, er werden echter geen nadere details gegeven over de precieze betrokkenheid. De persverklaring legde ook een verband tussen de FIDE-president en de moord op de Russische journalist Larisa Yudina in 1999, die onderzoek deed naar betrokkenheid van Ilyumzhinov bij constructies voor vestigingen van buitenlandse bedrijven in belastingparadijs Kalmukkië. De moordenaar zou de adviseur van Ilyumzhinov geweest zijn in de periode toen hij president van Kalmukkië was. De sancties werden opgelegd kort voordat Ilyumzhinov zou afreizen naar de Verenigde Staten, waar hij zou nagaan welke in stad het Wereldkampioenschap schaken 2016 zou worden gehouden. Dit was niet de eerste keer dat door de VS tegen Russische staatsburgers die connecties hadden met de schaakwereld sancties werden opgelegd op politieke gronden. In april 2014 werden al sancties opgelegd tegen de Russische oligarch Gennadi Timtsjenko in verband met de annexatie van de Krim.
Op 27 maart 2017 werd op de officiële website van de FIDE gemeld dat Ilyumzhinov zich als FIDE-president zou hebben teruggetrokken op een vergadering van FIDE Presidential Board die had plaatsgevonden in Athene. Later ontkende hij dat hij zich had teruggetrokken en meldde aan het Russische persbureau TASS dat FIDE-bestuursleden probeerden hem af te zetten en dat de Verenigde Staten hier achter zaten. De FIDE Executive Director Nigel Freeman antwoordde de volgende dag op de uitspraken van Ilyumzhinov dat de informatie onjuist was en dat hij in feite had gedreigd op te stappen en drie keer had verklaard dat hij per einde van de vergadering zijn functie zou neerleggen. Op een gezamenlijke persconferentie met de president van de Russische Schaakfederatie Andrei Filatov op de "Central Chess Club" in Moskou, verklaarde Ilyumzhinov dat hij zou aanblijven als FIDE-president tot de eerstvolgende algemene vergadering. Hij deed ook een beroep op de schaakfederaties en op de executive director Nigel Freeman om de bestuursvergadering af te schaffen, omdat dit volgens hem geldverspilling was. Filatov stond achter Ilyumzhinov en merkte op dat deze niet tegen zijn wil uit zijn functie als FIDE-president kon worden gezet en dat de enige werkbare manier om dit te doen zou zijn: een besluit van het FIDE-congres. Op 29 maart werd op de officiële website van de FIDE een open brief gepubliceerd van FIDE vice-president George Makropoulos. Makropoulos bevestigde de lezing van zijn collega's die hadden aangegeven dat Ilyumzhinov mondeling zijn aftreden had aangekondigd en voegde daaraan toe dat niemand hem had verzocht om af te treden. Hij bekritiseerde diens uitspraken op de persconferentie en verwees naar "audio-opnames van de vergadering" als bewijs.
In februari 2018 maakte FIDE bekend dat vanwege sancties hun rekeningen waren afgesloten door de Zwitserse bank UBS. De brief die gepubliceerd werd door FIDE-penningmeester Adrian M. Siegel vermeldde dat de in Zwitserland geldende voorschriften niet toestaan dat zaken worden gedaan met personen die op de sanctielijst staan van het United States Department of the Treasury. Ook stond erin dat de Presidential Board unaniem had besloten dat om risico's te beperken per december 2015 de taken van Ilyumzhinov over te hevelen naar FIDE vice-president George Makropoulos. De brief vermeldde ook dat Ilyumzhinov meerdere keren aan FIDE had gemeld dat hij in de nabije toekomst zou worden geschrapt van de sanctielijst.
Op 29 juni 2018 kondigde FIDE-president Ilyumzhinov aan dat hij zich tijdens de Schaakolympiade in Batoemi zou terugtrekken als kandidaat voor de verkiezingen van het presidentschap van de FIDE en hij sprak zijn steun uit voor de nieuwe Russische kandidaat Arkadi Dvorkovitsj.

## Externe koppelingen
- officiële website: batumi2018.fide.com
- Uitslagen:  
  - Open event
  - Women's event